# Домбровски, Сандра
Сандра Фрей (урожденная Домбровски; 1966/1967 г.р.) - бывшая хоккеистка и судья. После выступления за сборную Швейцарии она стала первой женщиной-судьей, работавшей в мужской швейцарской лиге Б. Позже она стала первой женщиной, которая судила финальный матч на чемпионате мира среди женщин в 1992, 1994 и 1997 годах. Она ушла из судейства после женского хоккейного турнира Зимних Олимпийских игр 1998 года, затем работала супервайзером судей швейцарской федерации хоккея и Международной федерации хоккея на льду (IIHF).
В декабре 2022 года было объявлено, что она станет первой женщиной-судьёй на льду, занесенной в Зал славы ИИХФ.

## Ранние годы
Домбровски родилась около 1966/1967, выросла в Интерлакене, Берн, Швейцария.

## Игровая карьера
Домбровски представляла Швейцарию на пригласительном турнире по хоккею с шайбой среди женщин 1987 года, проходившем в Торонто, который предшествовал соревнованиям Международной федерации хоккея с шайбой (ИИХФ) для женщин. Швейцарская команда заняла пятое место из семи команд на турнире.
В 1984 году Домбровски была одним из основателей женской команды Damen Hockey Club  Berner Oberländer Modis, более известной как DHC BOMO, базирующейся в Маттен-бай-Интерлакене. DHC BOMO объединилась с DSC Thun в 1992 году, чтобы стать EV BOMO Thun  и играть в женской лиге Швейцарии.

## Карьера судьи
Перестав быть игроком, Домбровски стала хоккейным судьей. Она была первой женщиной-арбитром в мужской швейцарской лиге Б и первой, кто судила выставочный матч в мужской национальной лиге.
Чемпионат мира по хоккею с шайбой среди женщин начался в 1990 году, когда судьями были в основном мужчины из-за нехватки женщин-судей. Домбровски стала первой женщиной, судившей финальный матч чемпионата мира среди женщин, когда она судила игры за золотые медали  1992, 1994 и 1997 годов. В каждом из трёх финальных матчей Канада играла против США.
Женский чемпионат мира 1997 года был первым, в котором судьями на льду были только женщины, то же самое было на женском турнире на Зимних Олимпийских играх 1998 года. Домбровски работал судьей и линейным судьей на зимних Олимпийских играх 1998 года, но пропустила финальный матч из-за болезни.
Уйдя в отставку с должности судьи в 1998 году, Домбровски продолжал работать в качестве супервайзера судей на мужских и женских играх в швейцарской федерации хоккея и ИИХФ. В качестве руководителя она выступала за то, чтобы в женских лигах были судьи на льду, которые проявляли интерес к женскому хоккею, поскольку он отличается от мужского хоккея. В 1998 году она стала первой женщиной, вошедшей в состав судейского комитета ИИХФ.

## Награды
В декабре 2022 года Домбровски была объявлена восьмым судьём и первой женщиной-арбитром, которая войдёт в Зал славы ИИХФ. Она является первым судьёй, получившим такое признание за тринадцать лет - предыдущим был Ласло Шелл, который был включен в 2009 году. Официальная церемония запланирована на 28 мая 2023 года, церемонию вручения медалей чемпионата мира по хоккею с шайбой 2023 года в Тампере, Финляндия.

## Личная жизнь
После замужества Сандра взяла фамилию Фрей. Помимо хоккея с шайбой, она инженер-строитель. С 2012 года она работала в Ваттенвиле и жила в Блуменштайне. Ранее она работала в фирме Mätzener & Wyss Bauingenieure AG в Интерлакене.

## Комментарии
1. ↑  Сообщается, что на 23 марта 2012 года Домбровски было 45 лет.[1]